# Guillaume de Berghes
Guillaume de Berghes, né à Anvers en 1551 et mort à Cambrai le 27 avril 1609, est un prélat belgo-français du XVIe siècle et du début du XVIIe siècle. Il est le troisième fils de Ferry de Glymes, baron de Berghes et d'Anne Sterck, dame de Stabroeck, Bucquoy, Wyneghem, etc., qui a grandi au Château Sterckshof.
De Berghes étudie aux universités de Louvain, de Dole en Bourgogne, de Padoue et de Bologne et reçoit à Rome le doctorat in utroque jure. Il est chanoine  dans l'église de Saint-Lambert de Liége. En 1595, l'archiduc Albert d'Autriche, gouverneur du Brabant, le nomme à l'évêché d'Anvers. En 1601, il est transféré à l'archidiocèse de Cambrai. Déjà le chapitre métropolitain a élu, pour succéder à Jean Sarazin, François Buisseret, son doyen, mais l'archiduc menace de saisir les biens des chanoines, si ceux-ci ne lui abandonnent pas le libre choix du successeur du prélat défunt. François Buisseret, en présence de cette menace renonce à son élection.
Guillaume consacre en 1602, dans son diocèse, plusieurs pieux établissements, tels que la chapelle des Orphelins, le chœur de la Cathédrale Notre-Dame de Grâce de Cambrai (Saint-Sépulcre) et l'église du béguinage. Il fait des dons à la ville de Liége, à celles d'Anvers et de Cambrai et établit dans cette dernière, l'octave solennelle du Saint-Sacrement.